# Jacek Rysz

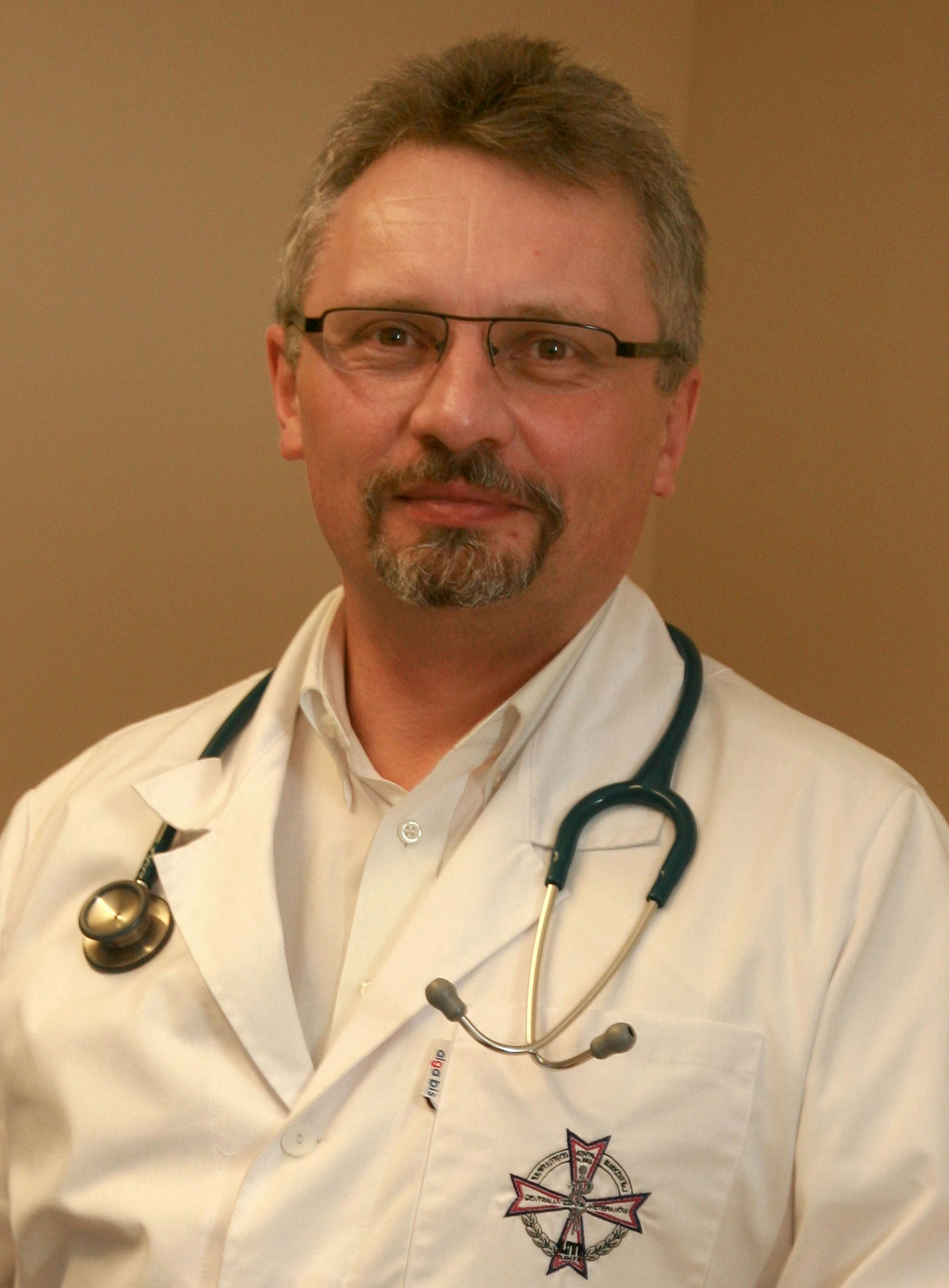
Jacek Rysz

Jacek Antoni Rysz (ur. 17 maja 1961) – profesor nauk medycznych, specjalista w dziedzinie chorób wewnętrznych, nefrologii, medycyny rodzinnej.

## Życiorys

### Edukacja
Prof. hab. n. med. Jacek Rysz ukończył studia na Wydziale Lekarskim Wojskowej Akademii Medycznej w Łodzi.
Jest specjalistą w zakresie: chorób wewnętrznych, nefrologii i medycyny rodzinnej, kierownikiem Kliniki Nefrologii, Nadciśnienia Tętniczego i Medycyny Rodzinnej Uniwersyteckiego Szpitala Klinicznego im. Wojskowej Akademii Medycznej.

### Kariera lekarsko-naukowa
W 1995 uzyskał stopień naukowy doktora nauk medycznych na podstawie rozprawy doktorskiej pt. „Uwalnianie tlenku azotu do krwi obwodowej podczas hemodializy u chorych z przewlekłą mocznicą”. W 2007 obronił rozprawę habilitacyjną pt. „Intensywność ogólnoustrojowej reakcji zapalnej i stresu oksydacyjnego u chorych z przewlekłą niewydolnością nerek leczonych nerkozastępczo” i otrzymał stopień naukowy doktora habilitowanego, który nadała Rada Wydziału Wojskowo-Lekarskiego Uniwersytetu Medycznego w Łodzi. 1 stycznia 2009 został mianowany na stanowisko profesora nadzwyczajnego w Klinice Nefrologii, Nadciśnienia Tętniczego i Medycyny Rodzinnej, Katedry Medycyny Wewnętrznej Uniwersytetu Medycznego w Łodzi. 7 października 2010 otrzymał z rąk Prezydenta Rzeczypospolitej Polskiej tytuł profesora nauk medycznych.
5 stycznia 2011 Benedykt XVI mianował Jacka Rysza konsultorem Papieskiej Rady ds. Duszpasterstwa Służby Zdrowia, którym jest do dziś.
Jest też członkiem rad naukowych m.in. następujących czasopism: „Archives of Medical Science” (Termedia Publishing House, Polska, „Central European Journal of Medicine” (Versita, co-publishing with Springer, Verlag, Germany), „Clinical and Experimental Medical Letters” (Akademia Medycyny Publishing  House, Polska).
- od 2014 i nadal – Konsultant wojewódzki w dziedzinie nefrologii dla województwa podkarpackiego[7]
- od 2009 i nadal – Kierownik Katedry Nefrologii Nadciśnienia Tętniczego Uniwersytetu Medycznego w Łodzi[8]
- od 2008 i nadal – Kierownik Kliniki Nefrologii, Nadciśnienia Tętniczego i Medycyny Rodzinnej Uniwersytetu Medycznego w Łodzi[9]
- od 2008 do 2011 – Dyrektor Uniwersyteckiego Szpitala Klinicznego im. Wojskowej Akademii Medycznej Uniwersytetu Medycznego w Łodzi – Centralny Szpital Weteranów
- od 2004 do 2008 – Kierownik II Zakładu Medycyny Rodzinnej Uniwersytetu Medycznego w Łodzi
- od 2002 do 2008 – Zastępca Dyrektora ds. Ekonomiki i Lecznictwa Otwartego Uniwersyteckiego Szpitala Klinicznego nr 2 im. Wojskowej Akademii Medycznej[10]

### Działalność wydawnicza
Jest autorem ok. 272 publikacji naukowych (w tym 1957 cytowań, indeks Hirscha wynosi 24 według Web of Science [stan na 4.12.2015] oraz 20 książek (50 rozdziałów), szczególnie obejmujących swoją tematyką zagadnienia związane z nefrologią, kardiologią hipertensjologią, lipidologią i medycyną rodzinną.
Jest honorowym członkiem międzynarodowych towarzystw naukowych: Fellow of American Society of Nephrology (FASN), Fellow of American Society of Angiology (FASA), Fellow of Geriatric Cardiology (FSGC) (2009-2011). Członek towarzystw naukowych: Polskiego Towarzystwa Nadciśnienia Tętniczego (PTNT), Polskiego Towarzystwa Lipidologicznego (PoLA), Polskiego Towarzystwa Nefrologicznego (PTN), American Society of Nephrology (ASN)], International Society of Nephrology (ISN), European Renal Association – European Dialysis and Transplant Association (ERA-EDTA).

## Nagrody naukowe i wyróżnienia
- Nagroda Rektora UM W Łodzi I stopnia (nagroda indywidualna, 2008)[13]
- Zespołowa Nagroda Ministra Zdrowia za cykl 5 publikacji dotyczących okołooperacyjnego migotania przedsionków u pacjentów poddanych operacjom kardiochirurgicznym (2009)[13]
- Naukowa Nagroda Rektora I stopnia (2010)[13]
- Zespołowa Nagroda Ministra Zdrowia za cykl 8 publikacji dotyczących aktualnych problemów w diagnostyce, postępowaniu i leczeniu nadciśnienia tętniczego (2011)[14]
- Naukowa Nagroda Rektora I stopnia (2011)[13]
- Nagroda Rektora I stopnia za cykl publikacji dotyczących diagnostyki i postępowania u chorych z zaburzeniami lipidowymi (2012)[13]
- Nagroda Rektora II stopnia za publikację „Gender differences In the treatment of ischemic heart disease” (2012)[13]
- Nagroda Rektora II stopnia za cykl publikacji dotyczących problemów niedokrwistości i procesu zapalnego u chorych z przewlekłą chorobą nerek (2012)[13]
- Nagroda Rektora I stopnia za cykl publikacji poświęcony zagadnieniu zaburzeń świadomości po operacjach kardiochirurgicznych (2012)[13]
- Nagroda Rektora I stopnia za monografię pt. „Nadciśnienie tętnicze a nerki. Kontrowersje wokół nefropatii nadciśnieniowej” pod red. Jacka Rysza i Macieja Banacha  (2013)[13]
- Nagroda Rektora I stopnia za cykl publikacji pt. „Serce a choroby nerek – nierozłączna para?” (2013)[13]
- Nagroda Rektora I stopnia za cykl publikacji pt. „Nadciśnienie tętnicze a niewydolność serca – biomarkery, leczenie i prewencja” (2013)[13]
- Nagroda Rektora I stopnia pt. „Otyłość i zaburzenia lipidowe – czynniki ryzyka chorób sercowo-naczyniowych” (2013)[13]
- Nagroda Rektora I stopnia za cykl publikacji pt. „Ocena metod diagnostycznych i farmakoterapii atorwastatyną u pacjentów z kardiomiopatią rozstrzeniową” (2014)[13]
- Nagroda Rektora I stopnia za cykl publikacji pt. „Nowości i kontrowersję na temat diagnostyki i leczenia zaburzeń lipidowych” (2014)[13]
- Nagroda Rektora I stopnia za cykl publikacji pt. „Diagnostyka i leczenie nadciśnienia tętniczego i jego powikłań – niewydolności serca.” (2014)[13]
- Nagroda Rektora I stopnia za cykl publikacji pt. „Rola satyn u chorych z przewlekłą niewydolnością nerek” (2014)[13]
- Nagroda Rektora II stopnia za cykl publikacji pt. „Przewlekła choroba nerek i otyłość  jako czynniki ryzyka sercowo-naczyniowego” (2014)[13]
- Nagroda Rektora II stopnia za cykl publikacji pt. „Powikłania sercowo-naczyniowego u chorych z przewlekłą chorobą nerek” (2014)[13]
- Nagroda Ministra Zdrowia za całokształt dorobku naukowego, dydaktycznego i organizacyjnego (2014)
- Nagroda Rektora I stopnia za cykl publikacji pt. „Powikłania sercowe u chorych z przewlekłą chorobą nerek” (2015)[13]
- Nagroda Rektora I stopnia za cykl publikacji pt. „Otyłość i zaburzenia metaboliczne” (2015)[13]
- Nagroda Rektora I stopnia za cykl publikacji pt. „Czynniki ryzyka występowania chorób sercowo-naczyniowych u osób z przewlekłą chorobą nerek” (2015)[13]
- Nagroda Rektora I stopnia za publikacje pt. „Trimetazydyna – znaczenie w leczeniu niewydolności serca i obwodowej chorobie naczyniowej” (2015)[13]